# Щукін Марк Борисович
Марк Борисович Щукін (рос. Ма́рк Бори́сович Щу́кин; 14 жовтня 1937, Ленінград — 14 липня 2008, Санкт-Петербург) — російський археолог, доктор історичних наук, провідний науковий співробітник Державного Ермітажу, член-кореспондент Німецького археологічного інституту, широко відомий фахівець в археології римського періоду.

## Життєпис
Марк Борисович Щукін народився в родині, де батько працював художником, а мати займалася кресленням. Під час блокади Ленінграду був евакуйований в Вологодську область і лише в 1949 році його родина повернулася до м. Ленінграду. Марк із ранніх років цікавився історією. Після закінчення навчання у школі і служби в армії він в 1959 році вступив на навчання до історичного факультету Ленінградського державного університету. Вчителями Щукіна були М. А. Тиханова, М. І. Артамонов, також він слухав і лекції Л. М. Гумільова. Після закінчення університету в 1967 році влаштувався на роботу до Відділу історії первісної культури Державного Ермітажу, де став хранителем черняхівських і сарматських колекцій. Роботу поєднував з навчанням в аспірантурі Ленінградського відділення Інституту археології Академії наук СРСР (нині Інститут археології РАН). У 1971 році він захистив кандидатську дисертацію «Європейська Сарматія і Черняхівська культура (Проблема хронологічних співвідношень)». Пізніше, в 1978 році, з ініціативи М. Б. Щукіна в Ермітажі була створена Слов'яно-Сарматська археологічна експедиція. У 1991 році захистив докторську дисертацію «Центральна і Східна Європа на рубежі нашої ери: досвід історико-археологічної реконструкції політичних подій III ст. до н. е. — I ст. н. е.».

## Праці
- Сарматские памятники Среднего Поднепровья и их соотношение с зарубинецкой культурой // Археологический сборник Государственного Эрмитажа. — Л., 1972. — Вып. 14. — С. 43—                                                                                                                                                                                                                                                                                                                          52. (рос.)
- Об «узких» и «широких» датировках // Проблемы археологии. — Л., 1978. — Вып. II. — С. 28—32. (рос.)
- Славянское поселение Сущаны-Хмельник на реке Уборти // Древние памятники культуры на территории СССР. — Л., 1982. — С. 93—103,174—182. (рос.)
- Горизонт Рахны — Почеп: причины и условия образования // Культуры Восточной Европы I тысячелетия. — Куйбышев, 1986. — С. 26—38. (рос.)
- О трех путях археологического поиска предков раннеисторических славян. Перспективы третьего пути // Археологический сборник Государственного Эрмитажа. — Л., 1987. — Вып. 28. — С. 103—118. (рос.)
- Rome and the Barbarians in Central and Eastern Europe (1 st Century B.C. — 1 st Century A.D.). — Oxford, 1989. — 491 p. (англ.)
- Проблема бастарнов и этнического определения поянешти-лукашевской и зарубинецкой культур. // Скифы. Сарматы. Славяне. Русь. Петербургский археологический вестник. — СПб., 1993. — № 6. — С. 89—95. (рос.)
- На рубеже эр. Опыт историко-археологической реконструкции политических событий III в. до н. э. — I в. н. э. в Восточной и Центральной Европе. — СПб., 1994. — 323 с. (рос.)
- Готский путь (Готы, Рим и Черняховская культура). — СПб., 2005. — 592 с. (рос.)

## Пам'ять
- Петербургский апокриф: Послание от Марка. — СПб., Кишинев, 2011. — 588 с. (рос.)